# Žanjev Do
Žanjev Do (en serbe cyrillique : Жањев До) est un village du sud du Monténégro, dans la municipalité de Cetinje.

## Démographie

### Évolution historique de la population[1]
| 1948 | 1953 | 1961 | 1971 | 1981 | 1991 | 2003 |
| ---- | ---- | ---- | ---- | ---- | ---- | ---- |
| 65   | 54   | 61   | 28   | 5    | 0    | 2    |